# Nouveau Départ (film, 2023)
Pour les articles homonymes, voir Nouveau Départ (homonymie).
Pour plus de détails, voir Fiche technique et Distribution.
Nouveau Départ est une comédie romantique française réalisée par Philippe Lefebvre, sortie en 2023. Il s'agit d'un remake du film argentin Retour de flamme de Juan Vera.
Le film sort en France le 27 Septembre 2023 et cumule seulement 284 559 entrées spectateurs.

## Synopsis
Alain et Diane sont mariés depuis plus de trente ans. Alors que leur fils Malo part au Japon poursuivre ses études, Alain espère enfin profiter de la vie avec Diane. Cependant, cette dernière semble s'ennuyer dans son couple comme dans son travail dans le journalisme. Pour attirer l'attention de ses collègues, elle prétend avoir une liaison avec Stéphane, son jeune et nouveau supérieur. Mais Alain découvre le pot-au-rose et décide de quitter Diane...

## Fiche technique
Sauf indication contraire, les informations mentionnées dans cette section peuvent être confirmées par les bases de données cinématographiques IMDb et Allociné,  présentes dans la section « Liens externes ».
- Titre original : Nouveau Départ
- Réalisation : Philippe Lefebvre
- Scénario : Philippe Lefebvre et Maria Pourchet
- Musique : Philippe Kelly
- Décors : Johann George
- Costumes : Rebecca Renault
- Photographie : Axel Cosnefroy
- Son :
- Montage : Joel Bochter
- Production : Mathias Rubin et Eric Juherian
  - Production exécutive : Thomas Berthon
- Sociétés de production : France 2 Cinéma, Récifilms, Orange studio, UMedia et Village Films
- Société de distribution : UGC Distribution
- Budget : 7,9 millions d'euros
- Pays de production :  France
- Langue originale : français
- Format :
- Genre : Comédie dramatique
- Durée : 96 minutes
- Dates de sortie : 
  - France :
    - 25 août 2023 (Angoulême)
    - 27 septembre 2023 (en salles)

## Distribution
- Franck Dubosc : Alain
- Karin Viard : Diane
- Youssef Hajdi : Marwan
- Clotilde Courau : Jeanne
- Bérengère Krief : Inès
- Tom Leeb : Stéphane
- Clémentine Baert : Agathe
- François Berléand : le père d'Agathe
- Arièle Semenoff : la mère d'Agathe
- Philippe Lefebvre : le médecin de Diane
- Joaquim Fossi : Malo, fils de Diane et Alain
- Louise Orry-Diquéro : Juliette, fille de Diane et Alain
- Clarisse Lhoni-Botte : Lisa, la compagne de Juliette
- Karina Marimon : Vanessa
- Alexandra Mercouroff : Bénédicte
- Diego Martín : Miguel
- Soliane Moisset : Jasmine
- Lionel Laget : Maxime
- Edouard Michelon : le chef d'orchestre
- Cédric Chevalme : Thierry
- Clément Manuel : le médecin à l'hôpital
- Amaury de Crayencour : Vincent
- Ricky Tribord : le lieutenant de police
- François Vincentelli : le client concessionnaire
- Muriel Combeau : femme témoin 1
- Sandra Dorset : femme témoin 2
- Eric Boucher : Hervé
- Jules Gauzelin : ado Tinder
- Sacha Lefebvre : ado accident
- Benoit de Gauléjac : Jaf
- Bruno Gouery : médecin échographie
- Laurence Yayel : concierge immeuble
- Adrien Lefebure : client librairie 1
- Johanne Thibaut : cliente librairie 2
- Augustin Trapenard : lui-même
- Yannig Samot : serrurier
- Priscilla de Laforcade : fille fête 1
- Chloé Groussard : fille fête 2
- Raphaëlle Cambray : la ministre
- Olivia Gotanègre : vendeuse Séphora
- Huifang Liu : femme témoin 3
- Xavier Alcan : l'officier de l'État civil
- Caroline le Moing : jolie quadra
- Loïc Risser : présentateur
- Marie Lemiale : femme couple aéroport
- Christophe Jeannel : homme couple aéroport
- Cannelle Helgey : serveuse café
- Gabriel Boccardo : le fils d'Alain

## Box office
Le film sort en France le 27 Septembre 2023 dans 447 salles. Il réalise 30 983 entrées pour sa première journée
Pour sa première semaine, il cumule seulement 139 554 entrées.
Il termine sa carrière en salles avec 284 559 entrées ; ce qui est considéré comme « très décevant compte tenu du budget du film (7.9 millions d'euros). »